# 第32回全日本大学サッカー選手権大会
第32回全日本大学サッカー選手権大会は1983年12月1日から12月4日にかけて開催された全日本大学サッカー選手権大会である。大阪商業大学が6年ぶり2回目の優勝を果たした。

## 概要
9地域の代表11校と総理大臣杯全日本大学サッカートーナメント優勝校が参加した。

### 大会日程
- 1983年12月1日 - 1回戦
- 1983年12月2日 - 準々決勝
- 1983年12月3日 - 準決勝
- 1983年12月4日 - 決勝、三位決定戦

### 開催競技場
- 西が丘サッカー場（準決勝・決勝）
- 駒沢競技場（1回戦・準々決勝）
- 等々力陸上競技場（1回戦・準々決勝）

## 出場大学
- 順天堂大学（総理大臣杯優勝・初[1]）
- 札幌大学（北海道代表・16年連続16回目）
- 東北学院大学（東北代表・7年ぶり7回目）
- 筑波大学（関東第1代表・2年ぶり13回目）
- 早稲田大学（関東第2代表・3年連続14回目）
- 金沢大学（北信越代表・4年ぶり10回目）
- 中京大学（東海代表・5年ぶり13回目）
- 大阪商業大学（関西第1代表・4年連続15回目）
- 同志社大学（関西第2代表・2年ぶり6回目）
- 島根大学（中国代表・4年ぶり3回目）
- 香川大学（四国代表・5年連続5回目）
- 福岡大学（九州代表・3年連続12回目）

## 試合日程・結果

### 1回戦
| 1983年12月1日 |

| 福岡大学      | 2 - 0 | 東北学院大学 |
| 沢田宗 · 富島 |       |              |

| 駒沢競技場 |

| 1983年12月1日 |

| 順天堂大学                            | 6 - 1 | 島根大学 |
| 下村 · 海老原 · 寺内 · 平川2 , · 伊藤 |       | 佐藤     |

| 駒沢競技場 |

| 1983年12月1日 |

| 中京大学 | 0 - 3 | 札幌大学       |
|          |       | 小塚2 , · 金平 |

| 等々力陸上競技場 |

| 1983年12月1日 |

| 香川大学 | 1 - 0 | 金沢大学 |
| 片山     |       |          |

| 等々力陸上競技場 |

### 準々決勝
| 1983年12月2日 |

| 筑波大学 | 0 - 1 | 福岡大学 |
|          |       | 富田     |

| 駒沢競技場 |

| 1983年12月2日 |

| 順天堂大学            | 4 - 1 | 同志社大学 |
| 金田 · 下村2 , · 和田 |       | 今大路     |

| 駒沢競技場 |

| 1983年12月2日 |

| 早稲田大学            | 5 - 1 | 札幌大学 |
| 広戸3 , · 関塚 · 三橋 |       | 小塚     |

| 等々力陸上競技場 |

| 1983年12月2日 |

| 香川大学 | 0 - 5 | 大阪商業大学                   |
|          |       | 望月 · 梶居 · 岡田 · 宮崎 · 浜 |

| 等々力陸上競技場 |

### 準決勝
| 1983年12月3日 |

| 福岡大学 | 0 - 3 | 順天堂大学                 |
|          |       | 海老原 前1分 · 石井 · 下村 |

| 西が丘サッカー場 |

| 1983年12月3日 |

| 早稲田大学 | 0 - 2 | 大阪商業大学 |
|            |       | 望月 · 梶居  |

| 西が丘サッカー場 |

### 三位決定戦
| 1983年12月4日 |

| 福岡大学    | 2 - 1 延長 | 早稲田大学 |
| 山岡 · 宮田 |            | 田口       |

| 西が丘サッカー場 |

### 決勝
| 1983年12月4日 |

| 順天堂大学    | 1 - 2 | 大阪商業大学                     |
| 海老原 後15分 |       | 望月 後17分 (pen.) · 蒲原 後37分 |

| 西が丘サッカー場 |

## 最終結果
| 第32回全日本大学サッカー選手権大会 優勝チーム |
| --------------------------------------------- |
| 大阪商業大学 6年ぶり2回目                     |

## 主な出場選手
- 本並健治（大阪商業大学）
- 勝矢寿延（大阪商業大学）
- 菅野裕二（大阪商業大学）
- 望月聡（大阪商業大学）
- 梶居勝志（大阪商業大学）
- 平川弘（順天堂大学）
- 風間八宏（筑波大学）
- 浅岡朝泰（筑波大学）
- 関塚隆（早稲田大学）